# Couy
Couy is een gemeente in het Franse departement Cher (regio Centre-Val de Loire) en telt 356 inwoners (2004). De plaats maakt deel uit van het arrondissement Bourges.

## Geografie
De oppervlakte van Couy bedraagt 18,1 km², de bevolkingsdichtheid is 19,7 inwoners per km².

## Geschiedenis
Couy, in de 8e eeuw "Coaico", was al bewoond in de Gallo-Romeinse tijd. Er zijn vroeg-Christelijke sarcofagen gevonden.
De parochie Couy is in de 11e eeuw opgericht door de kanunniken van Sancergues. De kerk is gewijd aan St.Martinus van Tours en is van oorsprong Romaans, maar ze is in de loop der eeuwen veelvuldig verbouwd. Ramen zijn uitgebroken en de toren is in de 19e eeuw van boven het priesterkoor naar boven het portaal verplaatst.
In de kerk staat een 15e-eeuwse gietijzeren doopvont versierd met Jacobsschelpen.
De onderstaande kaart toont de ligging van Couy met de belangrijkste infrastructuur en aangrenzende gemeenten.

## Demografie
Onderstaande figuur toont het verloop van het inwonertal (bron: INSEE-tellingen).